# Harry Thacker
Harry Thacker (Leicester, Inglaterra, 18 de febrero de 1994) es un jugador profesional inglés de rugby que se desempeña en la posición de hooker en Bristol Bears, equipo perteneciente a la liga Premiership Rugby.

## Carrera
En 2013 comenzó su carrera deportiva con el equipo Leicester Tigers, en el cual jugó cinco temporadas (2013-2018), después pasó a Bristol Bears, donde lleva jugando seis temporadas.